# Leucocoryne

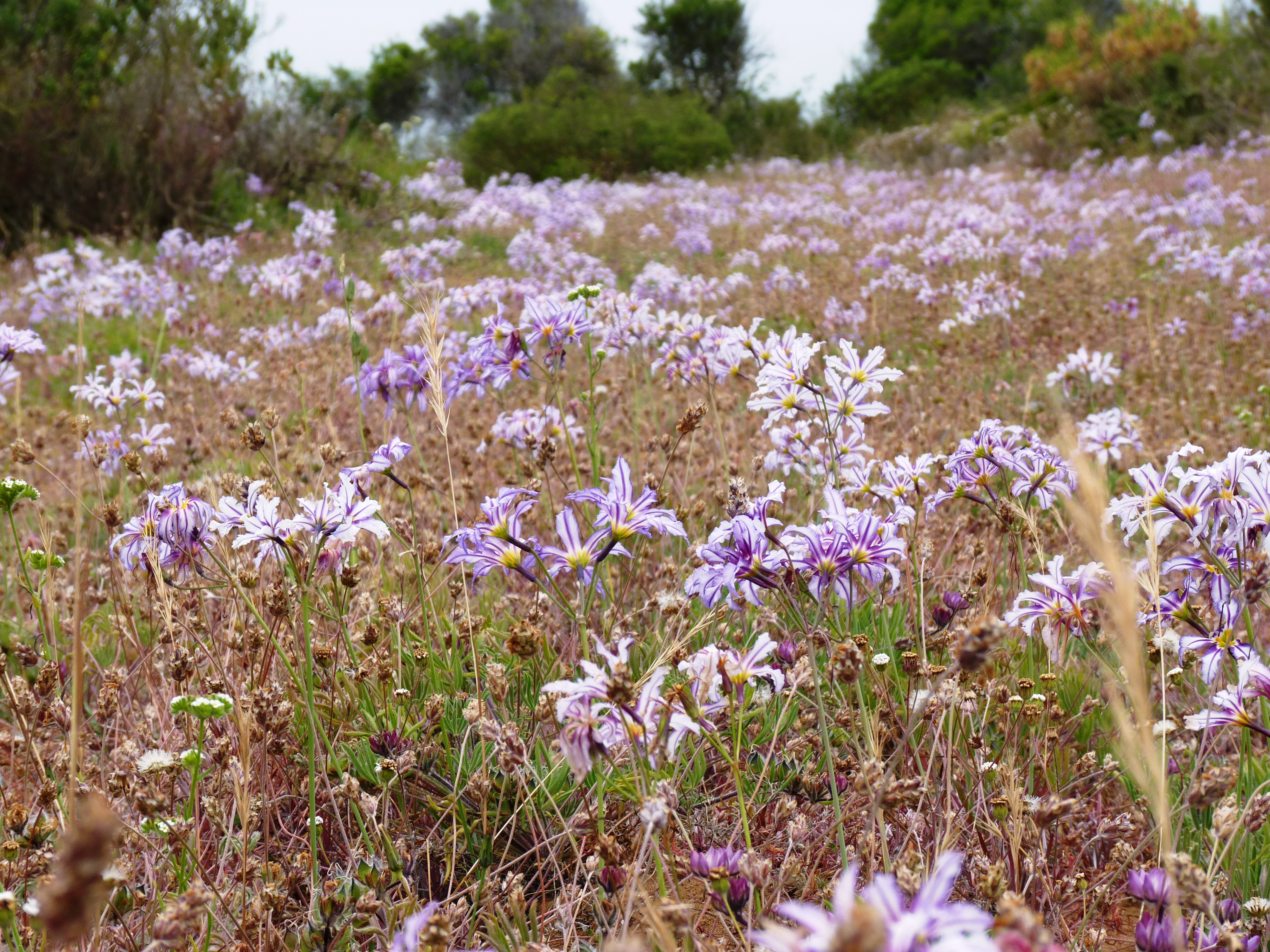
Leucocoryne vittata

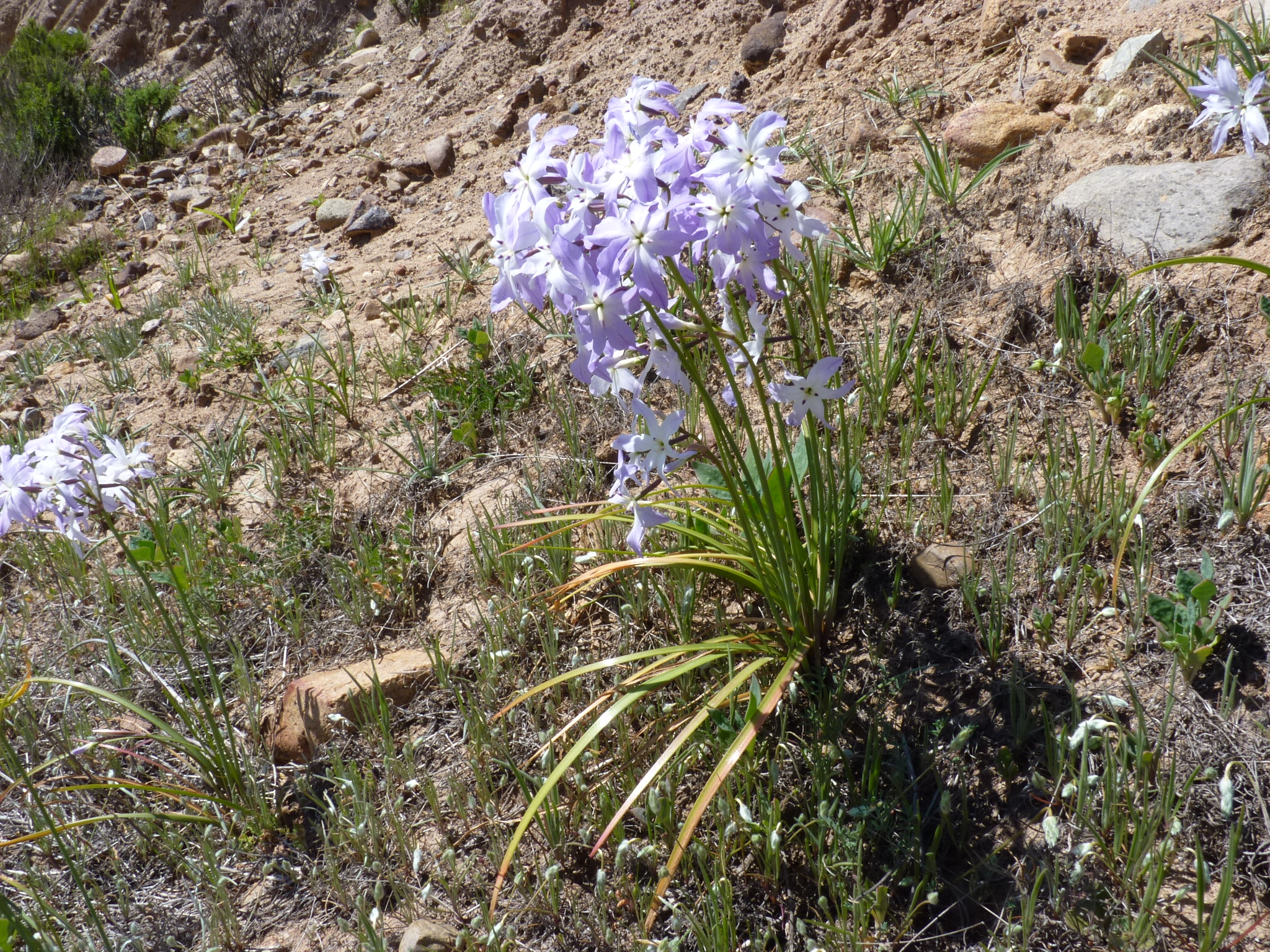
Leucocoryne coquimbensis

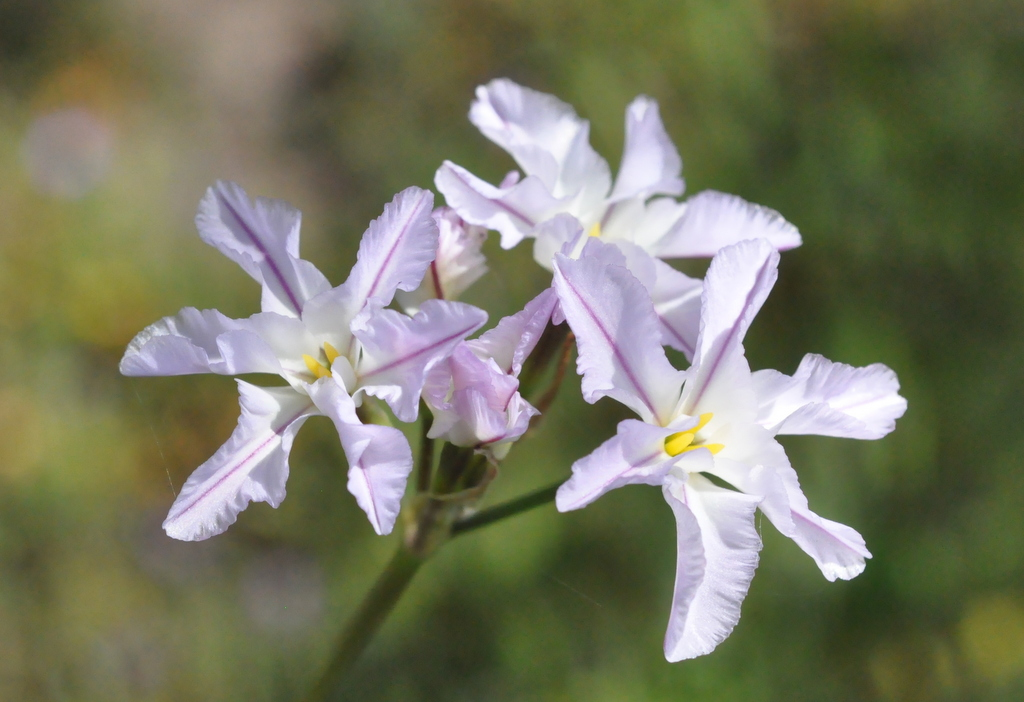
Leucocoryne appendiculata

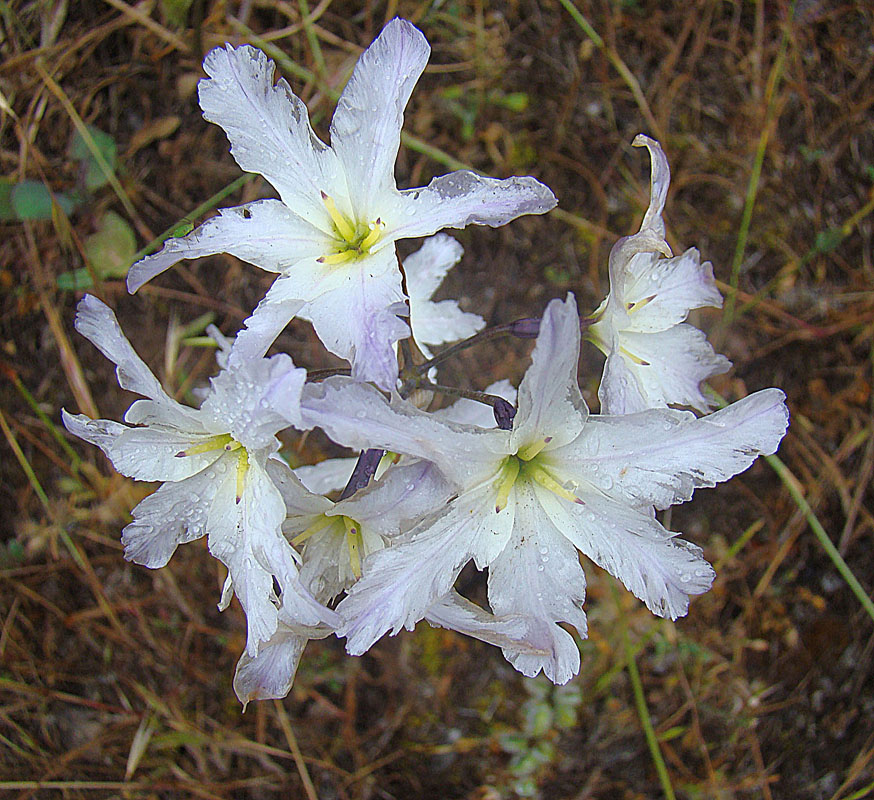
Leucocoryne ixioides

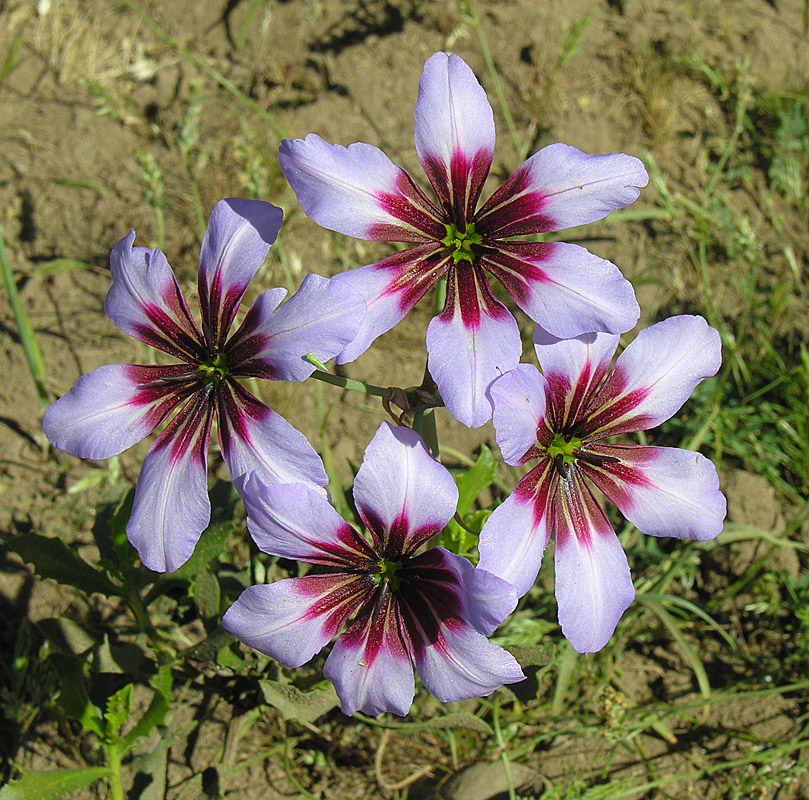
Leucocoryne purpurea

Leucocoryne Lindl. – rodzaj roślin należących do rodziny amarylkowatych (Amaryllidaceae), obejmujący 48 gatunków występujących endemicznie w środkowym i północnym Chile. Wykazuje duże zróżnicowanie genetyczne w obrębie rodzaju, zwłaszcza w zakresie kształtu i cech barwnych kwiatów. Gatunki z tego rodzaju oraz ich kultywary są uprawiane jako rośliny ozdobne, w tym na kwiat cięty, jako rośliny pokojowe i ogrodowe. Największymi ich producentami są Holandia, Nowa Zelandia i Japonia. 

## Występowanie
Rośliny z tego rodzaju występują w Chile, na obszarze od Iquique (20º szer. geogr. poł.) do rzeki Bío-Bío (37º szer. geogr. poł.), w suchych siedliskach na wysokości od poziomu morza do 1000 m n.p.m.. Obszar największego zróżnicowania gatunków znajduje się pomiędzy rzeką Elqui (30º szer. geogr. poł.) a rzeką Maipo (34º szer. geogr. poł.), a największe populacje występują na suchych obszarach przybrzeżnych, na północ od Santiago, gdzie skąpe opady występują jedynie w okresie zimowym. 

## Morfologia
PokrójWieloletnie rośliny zielne o wysokości do 80 cm.
PędJajowata cebula o średnicy do 5 cm, pokryta suchą, brązową tuniką.
LiścieRównowąskie, o długości 15–30 cm.
KwiatyDuże, wonne, długotrwałe, wyrastające na długich szypułkach, zebrane do 12 w baldach, wyrastający na smukłym głąbiku, podparty pokrywą złożoną z dwóch równowąsko-lancetowatych listków. Okwiat promienisty, sześciolistkowy, biały, niebieski do fioletowego. Listki okwiatu zrośnięte u nasady w rurkę, powyżej szeroko rozpostarte. Charakterystyczną cechą kwiatów jest obecność 3 krótkich pręcików schowanych w rurce okwiatu oraz 3 długich prątniczek, niekiedy wszystkie pręciki są płodne. Zalążnia górna, szyjka słupka krótka, zakończona główkowatym znamieniem.
OwoceTorebki.

## Biologia
RozwójGeofity cebulowe, przechodzące okres spoczynku. Liście pojawiają się zimą, po czym zwykle usychają przed kwitnieniem, które ma miejsce późną wiosną lub wczesnym latem.
Cechy fitochemicznePędy tych roślin wydzielają po uszkodzeniu charakterystyczny cebulowy zapach, który u niektórych gatunków (np. L. odorata, L. purpuea) jest silny i nieprzyjemny, a u innych (np. L. ixioides, L. coquimbensis) słodki. Za zapach ten odpowiada obecność aliiny, allinazy i kwasu pirogronowego.
GenetykaLiczba chromosomów 2n = 10, 14, 18.

## Systematyka
Rodzaj z plemienia Gilliesieae z podrodziny czosnkowych (Allioideae) z rodziny amarylkowatych (Amaryllidaceae). 
Wykaz gatunków
- Leucocoryne alliacea Lindl.
- Leucocoryne angosturae Ravenna
- Leucocoryne angustipetala Gay
- Leucocoryne appendiculata Phil.
- Leucocoryne arrayanensis Ravenna
- Leucocoryne candida Ravenna
- Leucocoryne codehuensis Ravenna
- Leucocoryne conconensis Ravenna
- Leucocoryne coquimbensis F.Phil. ex Phil.
- Leucocoryne coronata Ravenna
- Leucocoryne curacavina Ravenna
- Leucocoryne dimorphopetala  (Gay) Ravenna
- Leucocoryne editiana Ravenna
- Leucocoryne foetida Phil.
- Leucocoryne fragrantissima  Ravenna
- Leucocoryne fuscostriata Ravenna
- Leucocoryne gilliesioides (Phil.) Ravenna
- Leucocoryne inclinata Ravenna
- Leucocoryne incrassata Phil.
- Leucocoryne ixioides (Sims) Lindl.
- Leucocoryne leucogyna Ravenna
- Leucocoryne lilacea Ravenna
- Leucocoryne lituecensis Ravenna
- Leucocoryne lurida Ravenna
- Leucocoryne macropetala Phil.
- Leucocoryne maulensis Ravenna
- Leucocoryne modesta Ravenna
- Leucocoryne mollensis Ravenna
- Leucocoryne narcissoides Phil.
- Leucocoryne odorata Lindl.
- Leucocoryne pachystyla Ravenna
- Leucocoryne pauciflora Phil.
- Leucocoryne porphyrea Ravenna
- Leucocoryne praealta Ravenna
- Leucocoryne purpurea Gay
- Leucocoryne quilimarina Ravenna
- Leucocoryne reflexa Grau
- Leucocoryne roblesiana Ravenna
- Leucocoryne rungensis Ravenna
- Leucocoryne simulans Ravenna
- Leucocoryne subulata Ravenna
- Leucocoryne taguataguensis  Ravenna
- Leucocoryne talinensis Mansur & Cisternas
- Leucocoryne tricornis Ravenna
- Leucocoryne ungulifera Ravenna
- Leucocoryne valparadisea Ravenna
- Leucocoryne violacescens Phil.
- Leucocoryne vittata Ravenna

## Nazewnictwo
Etymologia nazwy naukowejNazwa naukowa rodzaju pochodzi od greckich słów λευκός (leukos – biały) i κορύνε (koryne – buława, pałka) i odnosi się do formy i barwy prątniczek tych roślin.
Synonimy taksonomiczne
- Antheroceras Bertero, Amer. J. Sci. Arts 10: 301 (1831)
- Erinna Phil., Linnaea 33: 266 (1865)
- Stemmatium Phil., Anales Univ. Chile 43: 551 (1872)
- Chrysocoryne Zoellner, Anales Mus. Hist. Nat. Valparaiso 6: 18 (1873), nom. illeg.
- Stephanolirion Baker, Gard. Chron., n.s., 3: 234 (1875)
- Pabellonia Quezada & Martic., Bol. Soc. Biol. Concepcion 50: 219 (1976)

## Zastosowanie
Wiele gatunków i ich kultywarów jest uprawianych jako rośliny ozdobne, w tym na kwiat cięty (są długotrwałe), ale także jako rośliny pokojowe i byliny ogrodowe.  
Są to rośliny trudne w uprawie. Wymagają stanowiska nasłonecznionego oraz suchego, ilastego podłoża. Rozpoczynają wegetację w połowie stycznia. W okresie letnim, po przekwitnięciu wymagają przesuszenia. Nie są mrozoodporne. Mogą być rozmnażane przez rozsiew nasion, kwitną ok. 3-4 lata po wykiełkowaniu. 